# Melipotis evelina
Melipotis evelina är en fjärilsart som beskrevs av Butler 1898. Melipotis evelina ingår i släktet Melipotis och familjen nattflyn. Inga underarter finns listade i Catalogue of Life.